# Exposição Universal de Viena

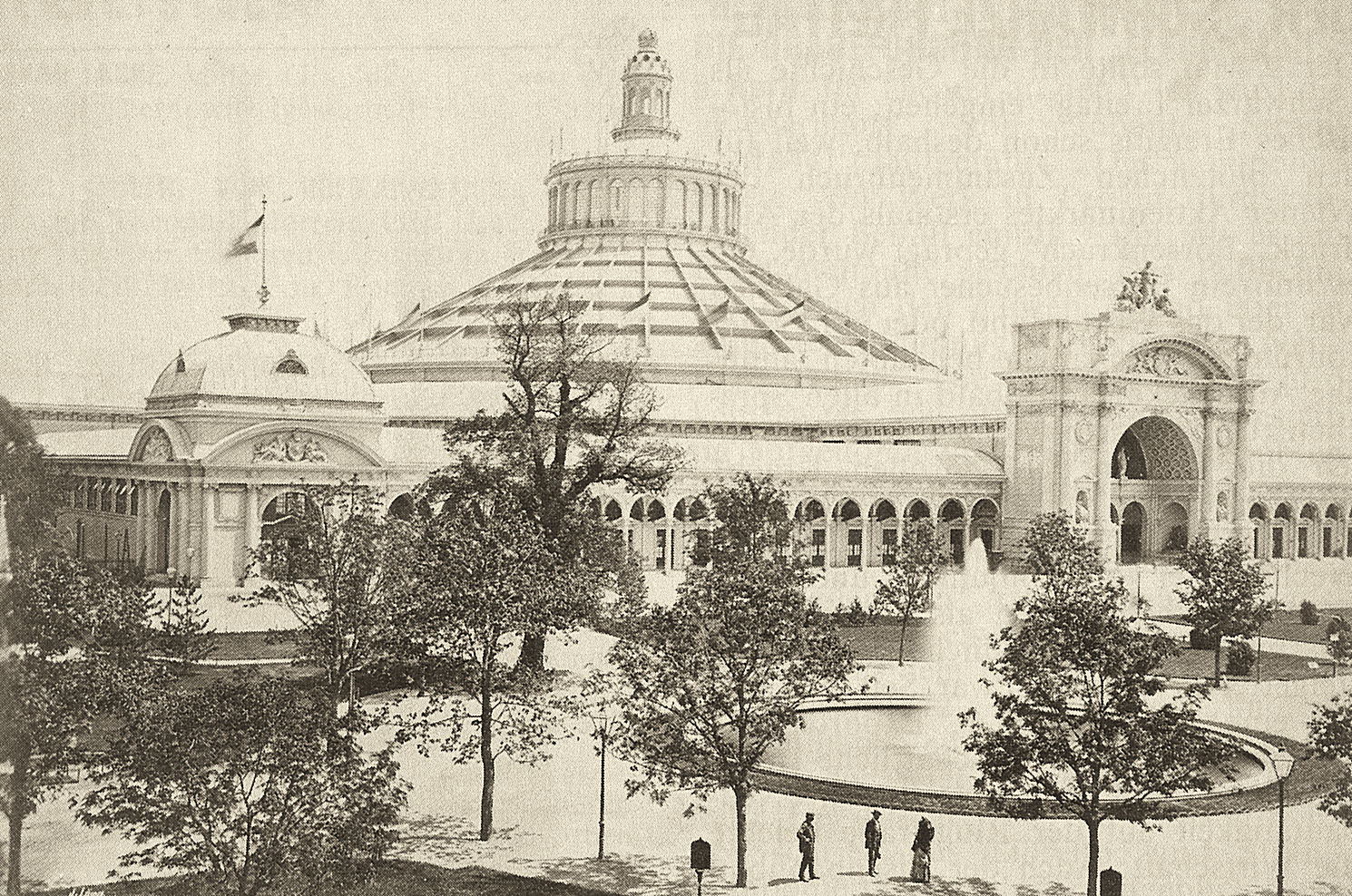
A Rotunde da Exposição Mundial de 1873.

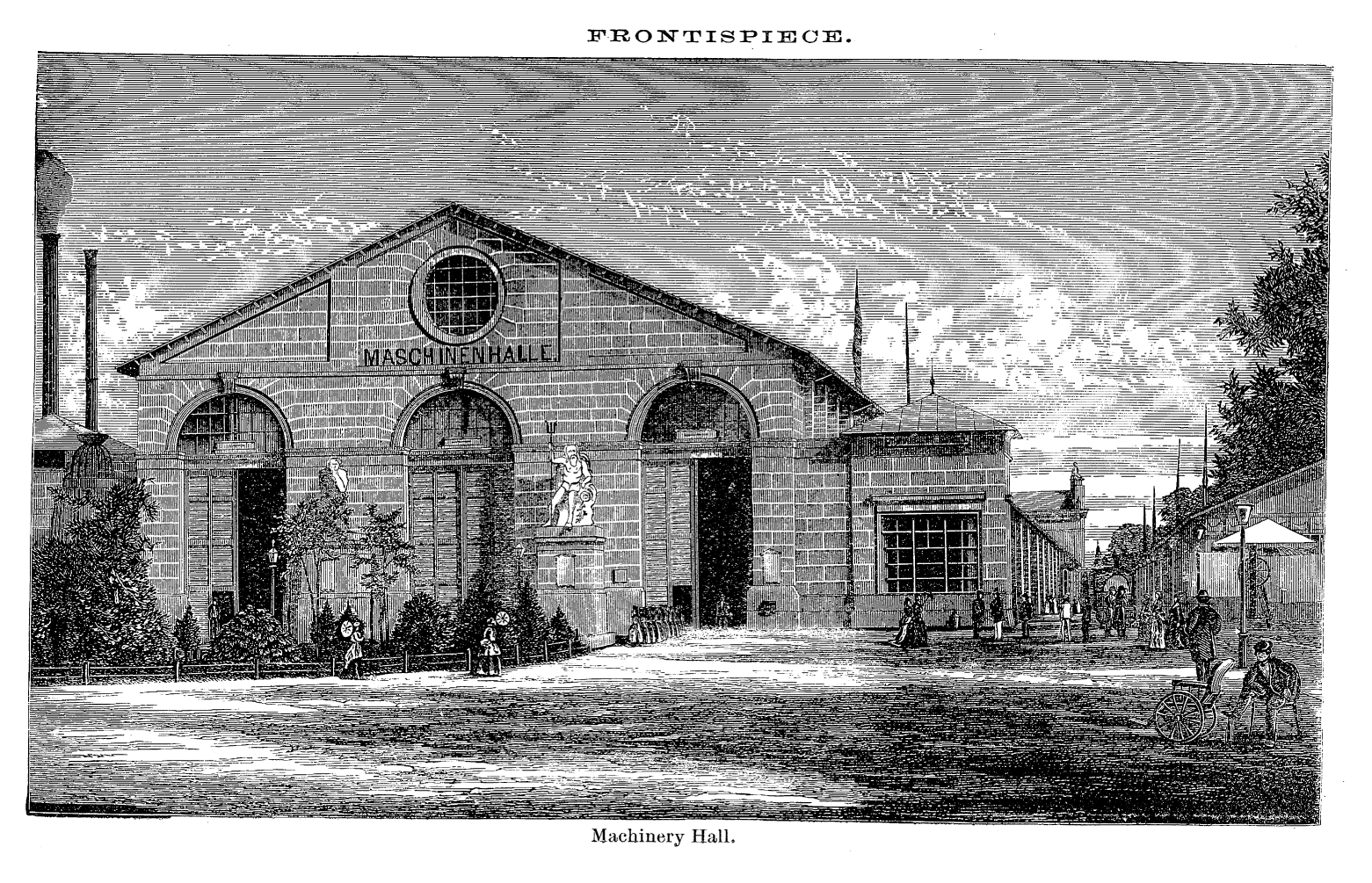
Maschinenhalle, o Pavilhão da Maquinaria.

A Exposição Mundial de Viena de 1873, oficialmente Weltausstellung 1873 Wien, realizou-se em 1873 na cidade de Viena, então a capital do Império Austro-Húngaro. O evento teve como lema Kultur und Erziehung (Cultura e Educação), tendo sido instalado num conjunto de edifícios propositadamente construídos que tinha por peça central a Rotunde (a "Rotunda"), um enorme edifício de planta circular instalado no parque de Prater.

## Premiados
- Antonio Rotta, Pintor italiano de realismo, Medalha de mérito artístico